# (4519) Voronezh
(4519) Voronezh es un asteroide perteneciente al cinturón de asteroides, descubierto el 18 de diciembre de 1976 por Nikolái Stepánovich Chernyj desde el Observatorio Astrofísico de Crimea (República de Crimea).

## Designación y nombre
Designado provisionalmente como 1976 YO4. Fue nombrado Voronezh en homenaje a la ciudad rusa Vorónezh y al río del mismo nombre que la atraviesa.